# Cheyne Capital
Cheyne Capital Management è una società specializzata in debito immobiliare, impatto sulla proprietà sociale, credito aziedndale, obbligazioni convertibili, investimenti in azioni, fondi fondi. Ha lanciato il suo primo fondo nel 2000.
Il gruppo Cheyne impiega circa 150 persone con sede a Londra, Svizzera, Bermuda e New York ed è una delle più grandi società di asset management in Europa.

## Storia
Cheyne capital fu fondata nel 1999 da Jonathan Lourie e Stuart Fiertz, i quali ricoprono gli incarichi rispettivamente di amministratore delegato e presidente di Cheyne Capital Management (UK) LLP, autorizzata e regolata dal U.K. Financial Services Authority (FSA).
Il co-fondatore dell'azienda, Stuart Fiertz, è stato membro del gruppo di lavoro hedge fund di 14 persone, che ha ideato politiche di best practice in materia di valutazione finanziaria, trasparenza e gestione del rischio. È anche membro della Alternative Investment Management Association (AIMA), il rappresentante globale del settore degli investimenti alternativi. Nel 2003, la società ha firmato un contratto triennale con Mark-it Partners per la fornitura giornaliera di dati di swap su derivati di credito. Nell'aprile 2014, Stuart Fiertz è stato nominato direttore dell'AIMA Global Council ed è presidente dell'Alternative Credit Council dell'AIMA, un comitato di società alternative di gestione patrimoniale che stanno finanziando l'economia reale.

## Riconoscimenti

### 2008
- Creditflux Manager Awards[2] - Manager of the Year (Cheyne Capital Management)
- Creditflux Manager Awards - Best Synthetic Equity CDO (Cheyne CSO prog series 6-1)
- Creditflux Manager Awards - Best Long Short Credit Hedge Fund/Multi-Strategy (Cheyne Long Short Credit Fund)

### 2007
- Creditflux Manager Awards[3] - Best Synthetic Equity CDO (Cheyne CSO Programme CDO5)
- Creditflux Manager Awards - Best Structured Credit Fund/Correlation (Cheyne Total Return Credit Fund)